# Francesco Chiapusso
Francesco Chiapusso (Susa, 6 dicembre 1802 – Torino, 1º ottobre 1865) è stato un politico italiano.

## Biografia
Nacque a Susa il 6 dicembre 1802 da una famiglia di negozianti. Studente di legge nell'università di Torino, prese parte efficace ai moti del 1821, unendosi ai giovani guidati dal capitano Ferrero, che proclamarono la costituzione a San Salvario e avanzarono fino ad Alessandria. 
Laureatosi nel 1825 e fatta pratica a Torino, fu ammesso ad esercitare l’avvocatura nella città natale di Susa. Non appena ebbe compiuta l’età prescritta, fu scelto come membro dell'amministrazione civica, della quale continuò a far parte fino al 1852, anno in cui si trasferì a Torino. 
Eletto nel 1848 a membro del consiglio provinciale di Susa, ne fu presidente fino alla definitiva soppressione di quei consigli. Fece quindi sempre parte del consiglio divisionale di quella città, consiglio che fu forse il primo che accordò premi ai Comuni che avessero istituite scuole elementari femminili, e decretasse sussidi per quelli privi di mezzi affinché fondassero utili stabilimenti. Nominato membro del consiglio provinciale del mandamento di Susa, fece parte delle deputazioni provinciali, ufficio nel quale fu riconfermato per l'anno 1860-61.
Nel 1856 fu invitato a far parte della Commissione per l'organizzazione delle opere pie e in questa veste si prestò assiduamente a favorire quell'istituzione benefica. 
Stese una relazione su tutte le congregazioni di carità della provincia, ne denunciò gli abusi, propose gli emendamenti da introdursi e ne ebbe dal governo espressioni di gratitudine. 
È stato eletto dal collegio della sua città natale a deputato al Parlamento nazionale nelle elezioni generali del 1857. 
Nel 1858 fu nominato membro della Commissione di statistica, compilò quella della provincia di Susa e fece una relazione contenente i ragguagli numerici della popolazione confrontata con la superficie coltivata, la proporzione fra i comuni di pianura e quelli montani, tra i professionisti, gli artigiani, gli agricoltori ecc., lavoro che gli valse il plauso dei governanti.

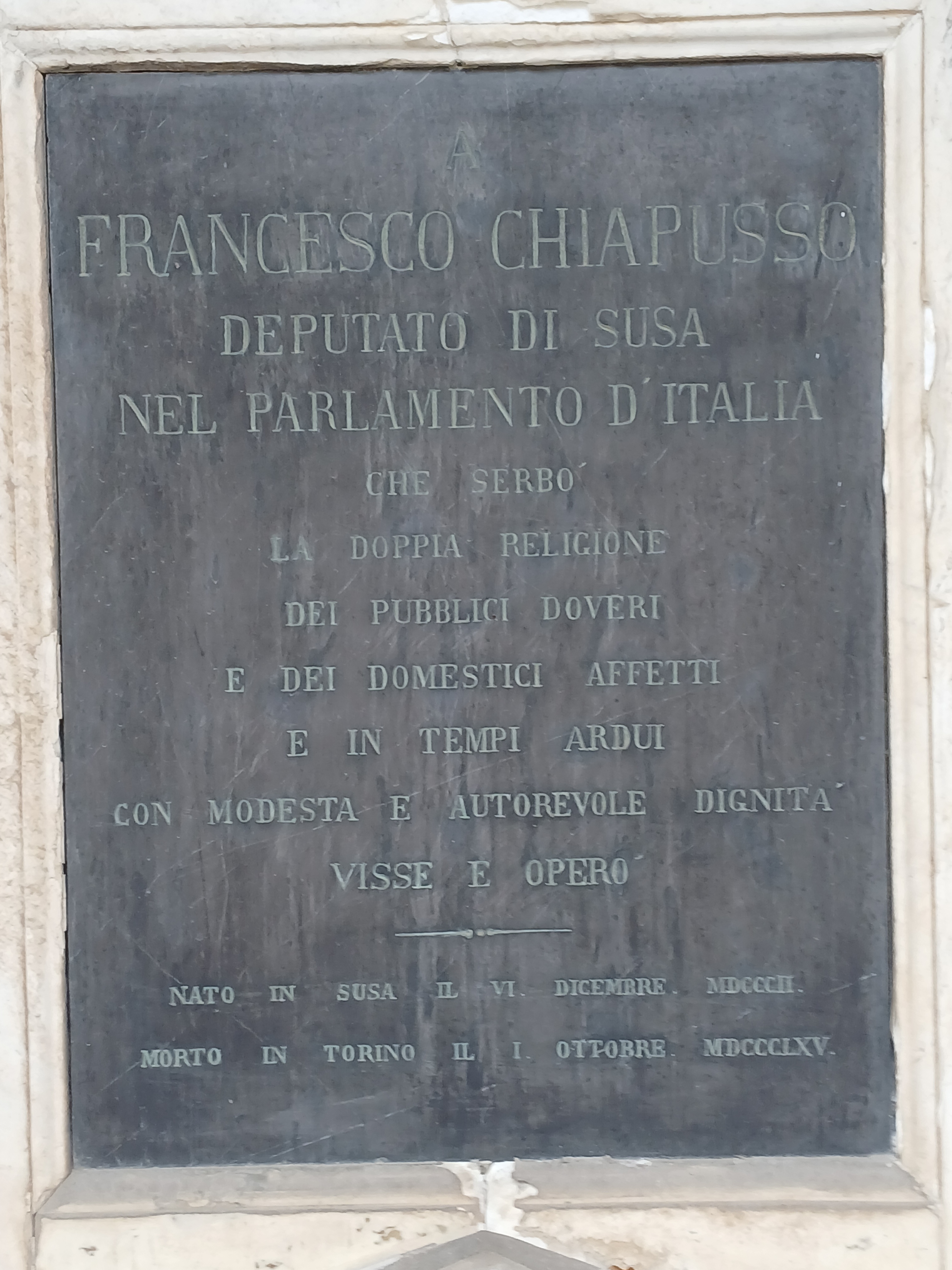
Sepoltura a Susa